# Charles Laughton
Charles Laughton (Scarborough, Yorkshire, 1 de juliol de 1899 - Los Angeles, Califòrnia, 15 de desembre de 1962) va ser un actor i director de cinema i teatre nascut a Anglaterra.
Potser més conegut pel públic d'avui dia com el director de La nit del caçador, Charles Laughton va ser també un actor gran entre els grans, tant de teatre com de cinema. Billy Wilder va dir d'ell que "era el millor actor amb qui mai havia treballat..."; de fet, afegia Wilder amb entusiasme: "Laughton era el més gran de tots els actors".
Laughton era conegut per la seva intensa implicació en la feina, que ell considerava, més que una professió, un art creatiu a l'alçada de les creacions musicals, pictòriques o literàries. James Mason, comentant la revolució en l'art de l'actuació que va suposar la irrupció de Laughton, el va definir com "un actor del mètode sense les seves foteses", tot i que el mateix Laughton va dir respecte a l'escola de L'Actors Studio: "un actor del mètode t'ofereix una fotografia: jo prefereixo fer una pintura a l'oli".

## Biografia i obra

### Inicis i primers èxits teatrals
Els seus pares, Robert Laughton i Elizabeth Conlon, eren hostalers i planejaven que Charles, el primogènit dels seus tres fills, els succeís al capdavant del negoci familiar. Charles, però, va sentir-se des de ben petit atret pel món de l'espectacle.
La mare de Laughton era de família irlandesa i catòlica, i va enviar els seus fills a estudiar a Stonyhurst College (Lancashire, Anglaterra), una Public School jesuïta, fins que, el 1915, Charles deixa els estudis i els seus pares l'envien a aprendre el negoci hoteler des de baix de tot, a Londres, on treballa en diverses ocupacions a l'hotel Claridges, i on té l'ocasió de gaudir dels espectacles teatrals de la capital, fet que l'enamora encara més del món de l'escena.
El 1917 és cridat a files i lluita al front occidental durant la Primera Guerra Mundial, on pateix els efectes del gas mostassa. De tornada a la vida civil, treballa en el negoci familiar mentre participa en produccions teatrals amateurs, fet que la seva família no veu amb bons ulls, fins que després de friccions familiars degudes a aquestes aficions, el 1925 arriba a un acord amb els seus pares i germans i se'n va a estudiar a la Royal Academy of Dramatic Arts (RADA), a Londres, on tindrà professors com Claude Rains, Alice Gachet i Theodore Komisarjevski.
Rodanxó i de rostre no gaire agraciat, Laughton té por de no tenir possibilitats com a actor; sortosament, els seus professors li saben transmetre que allò que compta és el talent i la passió per la feina: Laughton treballarà incansablement i amb entusiasme en el seu aprenentatge. El 1926 obté la Bancroft Medal com a millor estudiant de la RADA i tot seguit comença la seva carrera professional sota el guiatge de Komissarjevski, a les ordres del qual debutarà al petit Barnes Theatre (als afores de Londres) en The Government Inspector de Nikolai Gògol en el paper d'Osip, el criat bergant. També apareix en dues de les inventives escenificacions d'obres d'Anton Txékhov amb les quals Komisarjevski va popularitzar aquest autor a Anglaterra, que des d'ençà esdevingué l'autor estranger més representat a l'escena britànica. Laughton va representar un melancòlic Epidohof en El jardí dels cirerers i un amenaçador capità Solyoni en Les tres germanes. Un altre cop amb Komisarjevski, interpreta amb gran èxit el paper de Ficsur el lladre en Liliom, en què definitivament capta l'atenció de crítica i públic.
Aquestes obres són seguides de multitud de papers d'importància creixent amb els quals el jove Laughton adquireix confiança i versatilitat: el tirànic i flegmàtic governador militar rus en The Greater Love; Cantavalle, un barrut protopaparazzi en Vestire gli ignudi; un marit excessivament gelós en The Happy Husband; el maquiavèl·lic comte Pahlen en Paul I, i finalment arriba el seu primer paper com a protagonista en Mr. Prohack d'Arnold Bennet, que interpreta amb èxit i en què treballa amb l'actriu Elsa Lanchester, que esdevindrà la seva esposa el 1929.
Durant aquest temps fa petites incursions cinematogràfiques, amb breus papers en tres curts experimentals amb guió d'H. G. Wells protagonitzats per la seva companya i dirigits per Ivor Montagu: Bluebottles, The Tonic i Daydreams. També apareix en films de quota (apressades produccions per cobrir la quota de films anglesos establerta pel govern britànic), com en Comets, Wolves o Down River, i més notablement, apareix breument com a client impertinent d'un night club en la notable Piccadilly d'Ewald Andrea Dupondt.
Mentrestant, continua la seva ascendent carrera escènica amb el paper del sinistre i torturat Mr. Crispin en A Man With Red Hair i és el primer actor a interpretar Hercule Poirot en Alibi, la primera adaptació teatral d'una obra d'Agatha Christie. Fa el paper de Mr. Pickwick en una escenificació de l'obra de Charles Dickens i interpreta un sensible astrònom en Beauty. Interpreta tot seguit la tràgica figura de Harry Heegan, el futbolista mutilat a la Gran Guerra, en l'estrena mundial de l'obra de Sean O'Casey The Silver Tassie, polèmica pel seu tractament gens sentimental del conflicte i el seu innovatiu i estilitzat segon acte. Seguidament interpreta un còmic brigadier en French Leavei la seva poderosa interpretació del gàngster Toni Perelli, en On the Spot d'Edgar Wallace, converteix l'obra en un èxit fenomenal. Interpreta tot seguit en Payment Deferred un comptable de banc assassí torturat pels remordiments, amb Elsa Lanchester interpretant el paper de la seva filla. El seu èxit en aquest paper fa que l'empresari Gilbert Miller li cridi per a repetir el seu rol en Broadway.

### L'èxit cinematogràfic
La seva estada als teatres de Nova York i Chicago crida l'atenció dels caçadors de talents de Hollywood, i Laughton signa un contracte amb la Paramount, que el vol per interpretar un capità de submarí embogit per la gelosia en Entre l'espasa i la paret, tot i que abans fa una pel·lícula per la Universal, The Old Dark House, com un dels viatgers atrapats pel mal temps en una decrèpita mansió. Interpreta notablement un efeminat i decadent Neró en The Sign of the Cross, un amoral doctor Moreau en Island of Lost Souls (l'adaptació de l'obra d'H. G. Wells L'illa del doctor Moreau), i un apocat oficinista en l'episodi dirigit per Ernst Lubitsch (el més curt, i el millor de la pel·lícula) en If I Had A Million. Per a la Metro-Goldwyn-Mayer recrea el seu paper escènic en Payment Deferred, produïda per Irving Thalberg, que esdevindrà un bon amic.
Laughton retorna a Londres amb la intenció de tornar a fer teatre, però un jove cineasta hongarès, Alexander Korda l'enreda per fer una pel·lícula The Private Life of Henry VIII, que esdevé la primera pel·lícula britànica a gaudir d'un gran èxit als Estats Units, i que enceta la col·laboració entre actor i productor. Laughton guanya l'Oscar per la seva interpretació del rei Enric i Korda esdevé amb aquesta pel·lícula el productor cinematogràfic més important d'Anglaterra.
Mentrestant, Laughton torna momentàniament a Hollywood per interpretar, en White Woman, el barroer amo d'una plantació de cautxú a Malàisia.
Tot i que els seus serveis són molt demanats a Hollywood, torna a Anglaterra per actuar durant la temporada 1933-1934 en l'Old Vic sota la direcció de l'innovador director teatral escocès Tyrone Guthrie, amb un sou notablement inferior al que hauria percebut fent pel·lícules a Amèrica. Durant aquesta temporada, apareix en obres de William Shakespeare, Oscar Wilde, Anton Txékhov i William Congreve. Interpreta el reverend Chasuble en La importància de dir-se Ernest i el rei Enric en Enric VIII. Les seves interpretacions de Macbeth i Prospero (en La tempestat) van ser discutides per la crítica, però el seu Angelo (en Mesura per mesura) es considera una de les millors interpretacions mai fetes d'aquest personatge, i també foren ben rebuts els seus Lopakhin (L'hort dels cirerers) i Tattle (Love for Love).

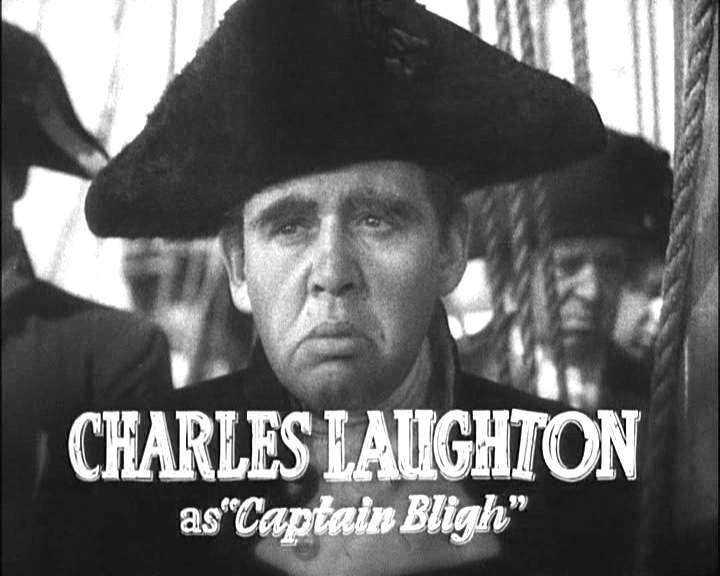
Imatge de Charles Laughton en la pel·lícula Rebel·lió a bord

La temporada de l'Old Vic suposa una experiència que millora, encara més, la seva veu i el seu rendiment com a actor. Torna a Amèrica per treballar de nou amb Irving Thalberg en The Barretts of Wimpole Street, interpretant el repressiu pare de la poeta Elizabeth Browning-Barrett. Per a la Paramount, interpreta un estirat majordom anglès trasplantat al salvatge Oest en la comèdia Noblesa obliga i l'inflexible inspector Javert en Les Miserables (basada en la novel·la de Victor Hugo Els miserables), per a la 20th Century Fox. De nou produït per Thalberg, interpreta el tirànic capità Bligh en Rebel·lió a bord, segons la novel·la de Nordhoff i Hall sobre l'històric motí de la Bounty. Totes aquestes interpretacions assoleixen un extraordinari èxit de públic i crítica.
Torna a Anglaterra on el seu amic Alexander Korda li proposa un seguit d'idees per a pel·lícules que no s'acaben de materialitzar. Durant aquest període, apareix amb la Comedie Française a París en Le Medecin Malgré Lui de Molière interpretant (en francès) Sganarelle. Després de descartar una adaptació de Cyrano de Bergerac d'Edmond Rostand, Korda es decideix finalment per una biografia del pintor Rembrandt, de qui Laughton, un gran amant de la pintura, ofereix un retrat subtil i sensible. La seva dona Elsa Lanchester fa en aquesta pel·lícula un delicat retrat de Hendricke Stoffels, l'amant del pintor. En el mateix any, el matrimoni torna al teatre per aparèixer en una producció de Peter Pan amb Elsa en el paper de Peter i Charles com el capità Hook.
El següent projecte de Korda sembla destinat a l'èxit: una adaptació de la novel·la de Robert Graves Jo Claudi, el rodatge de la qual es cancel·la quan la coprotagonista Merle Oberon pateix un accident de trànsit. Sembla, a més, que el rodatge del film va ser tens. El director, Joseph Sternberg, declararia en les seves memòries que tot va ser culpa de Laughton i el seu erràtic comportament, però un documental fet el 1966, per la BBC, que inclou el que es va filmar de la pel·lícula, demostra que Laughton hauria ofert una actuació superba del personatge, i participants en el rodatge declaren que la manca d'empatia i suport de Sternberg respecte a l'actor -que afrontava un treball delicat- era total i, per tant, el director també té una bona part de la responsabilitat en la fallida del film.

### Mayflower pictures
I Claudius suposa el final de les seves obligacions professionals amb Korda, i Laughton es planteja establir-se pel seu compte: tenia plans de fer una productora amb el seu amic Irving Thalberg, que volia deixar la Metro-Goldwyn-Mayer i convertir-se en productor independent, però la prematura mort de Thalberg ho impedeix. Llavors, apareix a Londres el productor Eric Pommer (exiliat de l'Alemanya nazi) i junt amb Laughton creen la Mayflower Pictures, amb la intenció de fer pel·lícules a Anglaterra que resultin atractives també pels americans, però que no siguin exclusivament comercials, sinó que tinguin qualitat artística.
La companyia produeix Vessel of Wrath a partir d'una història de Somerset Maugham, en què Laughton interpreta un dropo autoexiliat als tròpics redimit per una reprimida missionera (Elsa Lanchester). En St. Martin's Lane, segons un guió de Clemence Dane, Laughton és un artista de carrer que descobreix una lladregota (Vivien Leigh) amb talent per a la dansa. I finalment, trobem l'adaptació de la novel·la de Daphne Du Maurier Jamaica Inn sobre contrabandistes a Cornualles. El guió de la qual va haver de ser modificat perquè la censura no admetia que un capellà fos líder de la banda, i aquest personatge -el que havia d'interpretar Laughton- va ser transformat en un terratinent. Aquesta última pel·lícula va descobrir una joveníssima Maureen O'Hara.
Les pel·lícules de la Mayflower, tot i tenir els seus punts d'interès i bones interpretacions per part de Laughton i els altres actors, no acaben de ser reeixides i no funcionen a la taquilla. La productora de Laughton i Pommer està en fallida: sortosament, la RKO ofereix a ambdós socis un contracte a canvi de pagar els deutes de la Mayflower. A més a més, ofereixen a Laughton un paper irresistible: Quasimodo en un espectacular remake de l'èxit del cinema mut El geperut de Notre-Dame  (segons la novel·la de Victor Hugo Nostra Senyora de París). La seva interpretació del paper resulta memorable.

### Els anys de la guerra, la ràdio i Brecht
La guerra esclata durant el rodatge d'El geperut de Notre-Dame, i definitivament acaba amb els plans de Laughton i Pommer de continuar produint pel·lícules pel seu compte, tot i que els dos socis encara faran una pel·lícula junts per a la RKO Sabien què volien. Laughton és "prestat" per la RKO a altres productores que, sense productors amb el geni de Thalberg, sovint malbaraten el talent de Laughton en pel·lícules mediocres. Tanmateix, i malgrat això, Laughton oferirà interpretacions notables i més encara quan es troba amb un guió decent i bons directors. Com en el cas d'Aquesta terra és meva, un drama dirigit per Jean Renoir sobre la resistència contra els nazis, en què Laughton ofereix un excel·lent retrat psicològic d'un intel·lectual covard que es veu forçat a prendre partit davant l'ocupació alemanya. En The Suspect, un thriller de Robert Siodmak ambientat en el Londres victorià, Laughton broda el paper d'un resignat marit que es converteix en criminal d'una manera inesperada.
Altres rols del període inclouen dues comèdies musicals amb Deanna Durbin, que esdevindrà una bona amiga de l'actor: en It Started with Eve fa de milionari vell, xaruc i un xic trapella, i en Because of Him interpreta, amb un puntet d'autoparòdia, un vanitós actor productor teatral. En un dels episodis de Tales of Manhattan interpreta un compositor que per fi té l'oportunitat d'estrenar una obra seva en una sala de concerts, però ha d'aparèixer en públic amb un frac apedaçat. En The Canterville Ghost interpreta el fantasma creat per Oscar Wilde. I també fa una breu aparició en Forever and A Day, una pel·lícula amb objectius benèfics que fan els britànics que treballen a Califòrnia, que no cobraran els seus salaris, per atreure les simpaties dels americans envers la Gran Bretanya. En Captain Kidd, retrata sense pietat el pirata com un arribista social.
A part del cinema, Laughton es dedica a llegir en veu alta clàssics de la literatura tant per als amics com per a soldats convalescents als hospitals. També treballa en molts programes dramàtics de la ràdio. El seu treball més notable en aquest mitjà és el que realitza per a Norman Corwin. Laughton havia col·laborat per primera vegada amb Corwin en dues adaptacions literàries al programa de Corwin The Pursuit of Happiness: durant la dècada dels 40 ambdós treballaran plegats en diverses ocasions, molt notablement en l'American trilogy: tres programes sobre l'obra dels poetes Walt Whitman i Carl Sandberg i el novel·lista Thomas Wolfe, amb textos adaptats per Corwin, recitats per Laughton i musicats per Bernard Herrmann.
Durant la guerra, coneix el dramaturg Bertolt Brecht -exiliat de l'Alemanya nazi- i ambdós consideren la probabilitat de treballar plegats. Després de considerar, per exemple, Schweick en la Segona Guerra mundial, decideixen treballar en una adaptació a l'anglès de Galileo que s'estrenarà el 1947 a Los Angeles, i més tard a Nova York, amb Laughton en el paper principal. Dissortadament, la paranoia anticomunista posterior a la Segona Guerra Mundial fa que Brecht torni a Alemanya, de manera que Galileo és, per tant, una col·laboració única i irrepetible en el teatre nord-americà. Durant el període de Galileo, Laughton treballa a més en diverses pel·lícules, no sempre de qualitat, per tal de poder permetre's prendre part en un projecte teatralment ambiciós, però arriscat comercialment.
Després de Galileo, a Laughton només li ofereixen petits papers en pel·lícules de sèrie "A" o papers més importants en sèries decididament "B" (i sovint de productores petites o independents). Tot i això, destaquen interpretacions com la d'un dictatorial editor de premsa sense escrúpols en The Big Clock, un xantatgista maldestre en The Bribe o un estricte i concupiscent jutge en The Paradine Case. També apareix com el comissari Maigret en The Man on the Eiffel Tower i com un sàdic SS en la fallida adaptació de l'obra d'Eric Maria Remarque Arch of Triumph.

### L'era Gregory iLa nit del caçador
El 1950, Charles Laughton i Elsa Lanchester es converteixen en ciutadans americans. Aquesta decisió personal, perfectament legítima, sembla que no és ben païda per alguns representants de l'alta societat britànica: Laughton no rebrà mai cap honor de l'stablishment britànic.
Durant aquest temps, Laughton entra en contacte amb un grup de joves actors interessats a escenificar clàssics del teatre, i aquest serà l'origen de la seva activitat com a professor d'art dramàtic. A la seva classe, hi assisteixen actors com William Cottrell, Shelley Winters, William Phipps, Belita o Richard Lupino. Tot i que els respectius compromisos professionals de mestre i alumnes deixen poc de temps per a activitats extres, troben temps per organitzar representacions teatrals, com la producció de The Cherry Orchard, de Txèkhov, representada el 1950 a Los Angeles amb Éugenie Leontovich com a Madame Ranewsky.
La carrera de Laughton torna a agafar impuls quan un emprenedor agent, Paul Gregory, ensuma el potencial escènic de les vetllades literàries que Laughton ha fet fins al moment de manera desinteressada per a amics o per a convalescents als hospitals, i li proposa de fer una gira de lectures per Amèrica del Nord. L'èxit d'aquesta iniciativa és tal, que Gregory engresca Laughton per emprendre projectes més ambiciosos.
Així, Laughton dirigeix Don Juan In Hell, una "lectura a quatre veus": en realitat, una representació sòbria en elements escènics però hàbilment dramatitzada del tercer acte de l'obra de George Bernard Shaw Man and Superman, en la qual Don Joan es troba als inferns filosofant amb el diable, Dona Anna i el Comanador. Aquest acte no s'acostumava a representar en el teatre a causa de la seva extensió i independència respecte a la trama principal de l'obra. Laughton, com a actor i director, en companyia d'Agnes Moorehead, Charles Boyer i Cedric Hardwicke, converteixen la representació en un gran èxit. D'una manera similar, Laughton dirigeix Raymond Massey, Tyrone Power i Judith Anderson en una dramatització del poema John Brown's Body, que té una molt bona rebuda. També resulta un èxit la seva adaptació teatral de The Caine Mutiny Court Martial, la novel·la de Hermann Wouk que serà més tard adaptada al cinema.

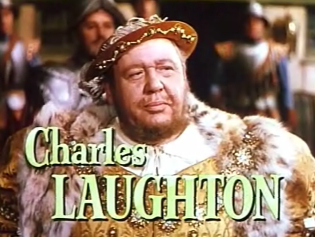
Imatge de Charles Laughton en la pel·lícula Young Bess

Durant aquest temps, la feina al cinema de Laughton passa a un pla secundari, i de vegades, com en The Strange Door, actua de manera deliberadament histriònica. Repeteix el seu rol com a Enric VIII d'Anglaterra en Young Bess i és el rei Herodes en una versió molt sui generis de la història sagrada en Salomé, amb Rita Hayworth fent la dansa dels set vels. En alguns films la seva actuació és breu però notable: en The Blue veil ofereix un matisat retrat d'un amable vidu que es vol casar amb la mainadera del seu fill (Jane Wyman) i en O. Henry's Full House el veiem com un captaire que, en arribar el fred, es dedica a fer tota mena de malifetes per passar l'hivern en una calenteta cel·la de la presó (Marilyn Monroe apareix amb Laughton en una aparició breu però intensa).
Torna a Anglaterra on se li proposa treballar en el film Hobson's Choice dirigit per David Lean. Laughton havia interpretat en els seus dies, com a amateur, el personatge de Willie Mossop i, en aquesta ocasió, interpreta Hobson, un sabater vidu amb afició al porró que domina amb mà de ferro les seves tres filles fadrines.
Charles Laughton decideix posar-se, als 55 anys, darrere de la càmera. Ell i Paul Gregory escullen la novel·la de Davis Grubb La nit del caçador. Laughton treballa febrilment en els preliminars amb el novel·lista, els germans Sanders -directors de la segona unitat- i el dissenyador d'escenaris Hillyard Brown, potenciant, com farà després en el rodatge, una atmosfera altament participativa, creativa i democràtica amb actors i tècnics. Hi compta amb altres col·laboradors d'altura, com el fotògraf Stanley Cortez o el músic Walter Schumann. L'equip d'actors té gent d'estils tan diversos com Robert Mitchum, Shelley Winters o Lillian Gish, i tanmateix tots produeixen interpretacions excel·lents. La pel·lícula té un llenguatge propi i beu tant de les fonts de Griffith com de les de l'expressionisme alemany.
Malauradament, el film no és comprès per la crítica i falla en taquilla. Laughton no torna a dirigir cap més pel·lícula i el fracàs de La nit del caçador suposa la fi del tàndem Laughton-Gregory. L'adaptació de The Naked and the Death, en la qual Laughton ja havia començat a treballar amb Norman Mailer, serà finalment produïda per Paul Gregory en solitari i dirigida rutinàriament per Raoul Walsh.

### Els últims anys
Des de La nit del caçador fins a la seva mort, Laughton només va fer quatre pel·lícules: això sovint dona la idea equivocada que va estar relativament inactiu en aquest període. Res més lluny de la realitat: Laughton va continuar amb les seves gires de lectures al llarg de tota la geografia nord-americana; va treballar en televisió tant en programes dramàtics com a presentador (va ser ell, substituint un malalt Ed Sullivan, qui va presentar Elvis Presley per primera vegada en la televisió); va col·laborar en diversos projectes, sovint desinteressadament, com per exemple, en representacions shakesperianes dirigides per l'innovador Paul Baker en la Baylor University, entre d'altres. A més, va preparar dues antologies literàries a partir de textos que llegia en les seves gires (vegeu bibliografia), i va enregistrar el doble disc The Storyteller, una recreació de les seves vetllades literàries que ve a ser també una mena de testament vital.
Tot això, compaginat amb les seves activitats més conegudes als escenaris i platós. El 1956, dirigeix una adaptació de l'obra de Shaw Major Barbara, en què interpreta el paper d'Undershaft, el fabricant d'armes. En l'obra, hi participa el seu amic Burgess Meredith. El 1957, treballa amb Billy Wilder en l'adaptació de l'obra d'Agatha Christie Testimoni de càrrec, i és nominat a l'Oscar per la seva interpretació d'un vell advocat malalt i rondinaire disposat a defensar el seu client a consciència. En la pel·lícula, la seva dona Elsa Lanchester va interpretar la seva infermera, cosa que li valgué també una nominació. Seguidament, interpreta l'astut, epicuri i lleugerament corrupte senador plebeu Gracchus en la pel·lícula de Stanley Kubrick Spartacus.
Laughton es dedica durant aquest temps a preparar un paper que l'ha obsessionat des de jove, el rei Lear, que finalment interpretarà a Stratford el 1959. Laughton, a qui ja li comença a pesar l'edat, ofereix una interpretació poc ortodoxa del personatge. Tot i que la crítica anglesa li és declaradament hostil -i per algunes raons clarament extrateatrals-, testimonis de la interpretació van declarar que si bé aquesta patia d'irregularitats, oferia tanmateix moments teatrals extraordinaris. En la mateixa temporada interpretà Bottom en El somni d'una nit d'estiu, muntatge que afortunadament es preserva per una gravació que la televisió americana en va fer i que impugna alguna de les crítiques negatives que va rebre.
Després de fer el film Sotto Dieci bandiere, un treball rutinari a Itàlia, però econòmicament necessari per a compensar els mesos de treball no remunerats en la preparació d'El rei Lear, Laughton treballa en el drama polític d'Otto Preminger Tempesta sobre Washington, fent el paper d'un conservador, intrigant i murri senador del sud. Laughton havia de fer el rol de Moustache en el film de Billy Wilder Irma La Douce, però se li va diagnosticar càncer dels ossos. Wilder, que considerava Laughton un dels millors actors amb qui mai havia treballat, va retardar el rodatge per mantenir-li la il·lusió, i recordà commogut quan va visitar Laughton, poc abans de la seva mort i aquest li va "actuar" el seu bon estat de salut, tot dient-li que estava fort i que era capaç de fer-se càrrec del paper. Laughton va morir poc després, amb el bigoti que s'estava deixant per interpretar Moustache.

### Breus notes sobre la vida privada
Anys després de la seva mort, la vídua de Laughton, Elsa Lanchester, va revelar en les seves memòries que ell era homosexual, fet que ella va descobrir després d'un any de matrimoni (més un any de vida en comú anterior al casament). Tots dos van optar per continuar casats: s'ha d'entendre que en aquells temps l'actitud de la societat envers els homosexuals era força hostil, i conseqüentment, en vida d'ell la seva inclinació no va ser del domini públic, tot i que era un fet conegut per amics de confiança i alguns col·legues.
Seria una simplificació dir que el seu matrimoni va ser només una tapadora: Laughton i Lanchester s'entenien en molts aspectes i tenien aficions en comú més enllà de la vida conjugal. La seva relació els donava protecció davant l'escrutini públic i llibertat personal de portes endins. La seva entesa des del punt de vista professional era excel·lent i es nota en el treball que van fer plegats en films com The Private Life of Henry VII , Rembrandt, Vessel of Wrath, Tales of Manhattan o Testimoni de càrrec.
Elsa Lanchester va adoptar respecte al seu marit una actitud protectora, tot i que a vegades també força possessiva i hostil vers els que ella considerava "intrusos" entre tots dos. En jutjar la seva relació, hem de tenir en compte que de la seva vida en comú només tenim la versió que ella en va donar, ja que Laughton mai no va escriure una autobiografia (ell va començar a treballar-hi poc abans de la seva mort, però mai no va poder finalitzar-la).

## Falsos mites
Sovint, quan un escriptor o periodista només beu d'una font, i la feina d'aquest es converteix en referència per a posteriors autors; es generen conceptes i generalitzacions que no es corresponen amb els fets, o bé resulten parcials. Gràcies a autors que tornen a beure de les fonts primàries o, senzillament, contrasten un fet amb diversos testimonis, hi ha algunes percepcions negatives sobre Laughton que sortosament es poden refutar i/o oferir amb una perspectiva més equilibrada.

### El terror dels directors
Alguns historiadors cinematogràfics, des del punt de vista de la teoria crítica vigent (segons la qual el director és l'autor indiscutible d'un film), classifiquen Laughton com un actor capritxós i difícil de treballar-hi. Bàsicament, aquestes afirmacions es basen en els testimonis de Joseph Sternberg i Alfred Hitchcock, que el van dirigir en I Claudius i en Jamaica Inn, respectivament. Cal mencionar, doncs, que directors com, per exemple, Ernst Lubitsch, Jean Renoir, James Whale, Leo McCarey, Robert Siodmak, Billy Wilder o Otto Preminger varen quedar molt satisfets del seu treball amb Laughton i que, en molts casos, la seva col·laboració va donar pas a una gran amistat.
Evidentment, se'n pot deduir que, segons el grau d'avinença i del mètode de treball de cada director, Laughton podia ser un actor molt "difícil" o gens ni mica. En tot cas, en cas de confrontació, aquesta era normalment deguda a les diferències de parer respecte a un personatge entre Laughton i el director, és a dir, raons professionals i no extemporànies i/o vàcuament capritxoses. I cal afegir que Laughton es prenia la seva feina molt seriosament.
Si tenim en compte que els dos directors mencionats al començament (Sternberg i Hitchcock) eren persones d'acusada personalitat i amb tendència a controlar molt tots els aspectes d'un rodatge, molt lògicament podien tenir problemes amb un actor de personalitat igualment marcada i que tingués idees pròpies sobre com treballar amb el seu personatge. Cal afegir que Hitchcock va tornar a treballar amb Laughton en The Paradine case i que, en aquest cas, no es va queixar del treball de l'actor.
Fìnalment, fóra bo recordar que quan Laughton va passar a l'altre costat de la càmera, en La nit del caçador, va tractar els actors i els membres de l'equip tècnic amb gran respecte pel que fa a la feina d'aquests i potenciant la seva creativitat: Una actitud clarament democràtica en clar contrast amb els mètodes més autocràtics d'alguns directors cinematogràfics.

### El "problemàtic" rodatge deLa nit del caçador
Des de les seves memòries, Miss Lanchester va donar la idea que el rodatge de La nit del caçador va ser problemàtic i que Laughton odiava dirigir els nens que sortien al film (fins al punt que, diu ella, els nens varen ser dirigits pel Robert Mitchum) i que odiava els nens en general.
La recent publicació de Heaven and Hell to Play with (vegeu bibliografia) i el documental de Robert Gitt (vegeu documentals) desmunten aquesta afirmació amb evidència fílmica i la veu de diversos testimonis presencials: no sols va ser un rodatge en què predominava una atmosfera creativa i positiva, sinó que Laughton va dirigir tots els nens i nenes que treballaven en el film amb cura i respecte paternals.
Laughton, malgrat la seva homosexualitat, va ser un pare frustrat, ja que, segons explica la mateixa Elsa, en descobrir ella la seva doble vida, va negar-se a tenir fills amb ell. Molts amics de Laughton, entre ells Maureen O'Hara o el fotògraf Stanley Cortez, van testimoniar el seu desig de ser pare. Possiblement, dient que Laughton "odiava els nens", Miss Lanchester volia emmascarar la seva pròpia negativa a tenir fills. Cal afegir que Elsa Lanchester mai no va ser present en l'equip de La nit del caçador.

## Filmografia
Es detalla a continuació la filmografia, indicant la data de producció, el director i els títols en català allà on ens consta l'existència d'una versió doblada o subtitulada. També s'indica si les pel·lícules estan disponibles en VHS i/o DVD (en qualsevol zona).

### Films de ficció
- Bluebottles, The Tonic, Daydreams (1928). Dir.: Ivor Montagu (VHS)
- Piccadilly (1929). Dir.: Ewald Andrea Dupont. (DVD)
- Wolves (1930)
- Down River (1931). Dir. Peter Godfrey
- The Old Dark House (1932). Dir. James Whale (VHS, DVD)
- Entre l'espasa i la paret (The Devil and the Deep, 1932). Dir. Marion Gering
- Payment Deferred (1932). Dir. Lothar Mendes
- The Sign of the Cross (932). Dir. Cecil B. de Mille (VHS, DVD)
- If I Had a Million (1932). Dirs. Ernst Lubitsch, Norman Taurog, Stephen Roberts, Norman McLeod, James Cruse, William A. Seiter i H. Bruce Humberstone
- Island of Lost Souls (1932). Dir. Erle C. Kenton (VHS, DVD)
- The Private Life of Henry VIII (1933). Dir. Alexander Korda (VHS, DVD)
- White Woman (1933). Dir. Stuart Walker
- The Barretts of Wimpole Street (1934). Dir. Sidney Franklin (VHS)
- Noblesa obliga (Ruggles of Red Gap, 1935). Dir. Leo McCarey
- Les Misérables (1935). Dir. Richard Boleslawsky(VHS)
- Rebel·lió a bord (1935). Dir. Frank Lloyd (VHS, DVD)
- Rembrandt (1936). Dir. Alexander Korda (VHS, DVD)
- I Claudius (1937). Dir. Joseph Sternberg (inacabada: vegeu "documentals" més avall)
- Vessel of Wrath (1938). Dir. Eric Pommer(Laughton és actor i coproductor d'aquesta pel·lícula)(VHS)
- St. Martin's Lane (1938). Dir. Tim Whelan (Laughton és actor i coproductor d'aquesta pel·lícula)(VHS, DVD)
- Jamaica Inn (1939). Dir. Alfred Hitchcock (Laughton és actor i coproductor d'aquesta pel·lícula)(VHS, DVD)
- El geperut de Notre-Dame (The Hunchback of Notre Dame) (1939). Dir. William Dieterle (VHS, DVD)
- Sabien què volien (They knew what they wanted) (1940). Dir. Garson Kanin
- It Started with Eve (1941). Dir. Henry Koster (VHS, DVD)
- The Tuttles of Tahiti (1942). Dir. Charles Vidor
- Tales of Manhattan (1942). Dir. Julien Duvivier (VHS)
- Stand by for Action (1943). Dir. Robert Z. Leonard
- Forever and a Day (1943). Dir. Rene Clair, Edmund Goulding, Cedric Hardwicke, Frank Lloyd, Victor Saville, Robert Stevenson i Herbert Wilcox (VHS, DVD)
- Aquesta terra és meva (This Land Is Mine, 1943). Dir. Jean Renoir (VHS, DVD)
- The Man from Down Under (1943). Dir. Robert Z. Leonard
- The Canterville Ghost (1944). Dir. Jules Dassin(VHS)
- The Suspect (1944). Dir. Robert Siodmak
- Captain Kidd (1945). Dir. Rowland V. Lee (VHS, DVD)
- Because of Him (1946). Dir. Richard Wallace (VHS, DVD)
- Arch of Triumph (1947). Dir. Lewis Milestone (VHS, DVD)
- The Big Clock (1947). Dir. John Farrow (DVD)
- The Paradine Case (1948). Dir. Alfred Hitchcock (VHS, DVD)
- On our Merry way/A Miracle can Happen (1948). Dirs. King Vidor, Leslie Fenton, John Huston, George Stevens (L'episodi on apareix Laughton va ser eliminat del muntatge final, tot i que s'ha tornat a afegir en algunes versions publicades en DVD)
- The Man on the Eiffel Tower (1949). Dir. Burgess Meredith (codirectors no acreditats: Charles Laughton i Franchot Tone) (DVD)
- The Blue Veil (1951). Dir. Curtis Bernhardt
- The Strange Door (1951). Dir. Joseph Pevney (VHS)
- The Girl from Manhattan (1948), Alfred E. Green
- The Bribe (1949). Dir. Robert Z. Leonard
- O. Henry's Full House (1952). Dir. Henry Koster (DVD)
- Abbott and Costello Meet Captain Kidd (1952). Dir. Charles Lamont (VHS)
- Salomé (1953). Dir. William Dieterle
- La reina verge (Young Bess) (1953). Dir. George Sidney
- Hobson's Choice (1954). Dir. David Lean (VHS, DVD)
- La nit del caçador (The Night of the Hunter, 1954). Dir. Charles Laughton (no apareix com a actor en la pel·lícula) (DVD)
- Testimoni de càrrec (Witness for the Prosecution, 1957). Dir. Billy Wilder (VHS, DVD)
- Sotto dieci bandiere (1960). Dir. Diulio Colletti
- Espàrtac (Spartacus, 1960). Dir. Stanley Kubrick (VHS, DVD)
- Tempesta sobre Washington, 1962). Dir. Otto Preminger (VHS, DVD)

### Documentals
- The Epic That Never Was (1965). Dirigit per Bill Duncalf i presentat per Dirk Bogarde. Documental de la BBC sobre el rodatge d'I Claudius, amb diverses escenes acabades. El documental demostra que el relat de Joseph Sternberg sobre el rodatge era força parcial i que, si el film s'hagués acabat, el món hauria gaudit d'una de les més memorables interpretacions de Laughton. (VHS, DVD)
- Callow's Laughton (1987). Documental de la Yorkshire TV-ITV dirigit per Nick Gray i presentat per Simon Callow sobre Charles Laughton.
- Charles Laughton Directs The Night of the Hunter (2002). Documental dirigit per Robert Gitt a partir de preses descartades de la mítica pel·lícula.[19]

## Teatre
Charles Laughton va aparèixer com a actor en les obres que ell va dirigir, tret d'aquelles on s'indiqui una altra cosa.
En parèntesi: títols originals i títols en català de les obres
Debut teatral (1913). Stonyhurst College, Regne Unit
- The Private Secretary per Charles Hawtrey

Teatre amateur (fins a 1925). Scarborough, Regne Unit
- The Dear Departed per Stanley Houghton
- Trelawney of The Wells per Arthur Wing Pinero
- Hobson's Choice per Harold Brighouse

1926
- The Government Inspector, per Nicolai Gogol. Dir. Theodore Komisarjevski
- Els puntals de la societat per Henrik Ibsen. Dir. Sybil Arundale
- El jardí dels cirerers per Anton Txèhov. Dir. Theodore Komisarjevski
- Les tres germanes per Anton Txèhov. Dir. Theodore Komisarjevski
- Liliom per Ferencz Molnar. Dir. Theodore Komisarjevski

1927
- The Greater Love per James B. Fagan. Dir. James B. Fagan i Lewis Casson
- Angela per Lady Bell. Dir. Lewis Casson
- Vestire gli ignudi per Luigi Pirandello. Dir. Theodore Komisarjevski
- Medea per Eurípides. Dir. Lewis Casson
- The Happy Husband per Harrison Owen. Dir. Basil Dean
- Paul I per Dimitri Merejovski. Dir. Theodore Komisarjevski
- Mr. Prohack per Arnold Bennet i Edward Knoblock. Dir. Theodore Komisarjevski

1928
- A Man with Red Hair per Benn W. Levy, a partir de la novel·la d'Hugh Walpole. Dir. Theodore Komisarjevski
- The Making of an Immortal per George Moore. Dir. Robert Atkins
- Riverside Nights per Nigel Playfair i A. P. Herbert. Dir. Nigel Playfair
- Alibi per Michael Morton, a partir de la novel·la d'Agatha Christie. Dir. Gerald duMaurier
- Mr. Pickwick per Cosmo Hamilton i Frank C. Reilly, a partir de la novel·la de Charles Dickens. Dir. Basil Dean

1929
- Beauty per Jacques Deval (adapt. anglesa: Michael Morton). Dir. Felix Edwardes
- The Silver Tassie per Sean O'Casey. Dir. Raymond Massey

1930
- French Leave per Reginald Berkeley. Dir. Eille Norwood
- On the Spot per Edgar Wallace. Dir. Edgar Wallace

1930
- Payment Deferred per Jeffrey Dell, a partir de la novel·la de C. S. Forrester. Dir. H. K. Ailiff

1931
Gira americana (Chicago i Nova York) de Payment Deferred i Alibi (aquesta última retitulada The Fatal Alibi i dirigida per Jed Harris)
Old Vic: temporada 1933-34. Londres. Regne Unit.
Totes les obres dirigides per Tyrone Guthrie
- El jardí dels cirerers per Anton Txèhov
- Enric VIII per William Shakespeare
- Mesura per mesura per William Shakespeare
- La tempestat per William Shakespeare
- La importància de dir-se Ernest per Oscar Wilde
- Love for Love per William Congreve
- Macbeth per William Shakespeare

1936 París. França.
- Le medecin malgré lui per Molière.

1936 Londres. Regne Unit.
- Peter Pan per James Matthew Barrie. Dir. Stephen Thomas

1947 Los Angeles i Nova York, Estats Units
- Galileo per Bertolt Brecht (adaptació anglesa: Bertolt Brecht i Charles Laughton). Dir. Joseph Losey

1949 Estats Units (Gira)
- An Evening with Charles Laughton: revetlles litaràries amb obres d'autors diversos. Dir. Charles Laughton

1950 Los Angeles, Estats Units.
- El jardí dels cirerers per Anton Txèhov. Dir. Charles Laughton

1951-52 Estats Units i Regne Unit (Gira)
- Don Juan in Hell de Man and Superman per George Bernard Shaw. Dir. Charles Laughton.

1953 Estats Units (Gira)
- John Brown's Body per Stephen Vincent Benet. Dir. i Adaptació: Charles Laughton (no hi aparegué com a actor)

1954 Estats Units (Gira)
- The Caine Mutiny Court Martial per Herman Wouk, a partir de la seva novel·la. Dir. Charles Laughton (no hi aparegué com a actor)

1956 Nova York, Estats Units.
- Major Barbara per George Bernard Shaw. Dir. Charles Laughton

1956 Londres, Regne Unit
- The Party per Jane Arden. Dir. Charles Laughton

1959 Stratford-upon-Avon, Regne Unit
- El somni d'una nit d'estiu per William Shakespeare. Dir. Peter Hall
- El rei Lear per William Shakespeare. Dir. Glen Byam Shaw

## Premis i nominacions

### Premis
- 1934: Oscar al millor actor per The Private Life of Henry VIII

### Nominacions
- 1936: Oscar al millor actor per Rebel·lió a bord
- 1958: Oscar al millor actor per Testimoni de càrrec
- 1958: Globus d'Or al millor actor dramàtic per Testimoni de càrrec
- 1959: BAFTA al millor actor estranger per Testimoni de càrrec
- 1963: BAFTA al millor actor estranger per Tempesta sobre Washington